# Visjera (Komi)
 For alternative betydninger, se Visjera. (Se også artikler, som begynder med Visjera)
Visjera (russisk: Вишера eller Вышера, tr. Visjera; komi: Висер, tr. Viser) er en flod i Republikken Komi i Rusland og en biflod til Vytjegda fra højre. Den er 247 km lang og har et afvandingsareal på 8.780 km². Visjera fryser til i november og er isbelagt til ind i april.